# Kanton Rambervillers
Canton de Rambervillers byl francouzský kanton v departementu Vosges v regionu Lotrinsko. Skládal se z 29 obcí. Zrušen byl po reformě kantonů 2014.

## Složení kantonu
| Obec                       | Počet obyvatel (2008) | PSČ   | INSEE |
| -------------------------- | --------------------- | ----- | ----- |
| Anglemont                  | 176                   | 88700 | 88008 |
| Autrey                     | 303                   | 88700 | 88021 |
| Bazien                     | 88                    | 88700 | 88042 |
| Brû                        | 602                   | 88700 | 88077 |
| Bult                       | 301                   | 88700 | 88080 |
| Clézentaine                | 217                   | 88700 | 88110 |
| Deinvillers                | 61                    | 88700 | 88127 |
| Domptail                   | 323                   | 88700 | 88153 |
| Doncières                  | 151                   | 88700 | 88156 |
| Fauconcourt                | 123                   | 88700 | 88168 |
| Hardancourt                | 45                    | 88700 | 88230 |
| Housseras                  | 457                   | 88700 | 88253 |
| Jeanménil                  | 1047                  | 88700 | 88251 |
| Ménarmont                  | 49                    | 88700 | 88298 |
| Ménil-sur-Belvitte         | 314                   | 88700 | 88301 |
| Moyemont                   | 220                   | 88700 | 88318 |
| Nossoncourt                | 102                   | 88700 | 88333 |
| Ortoncourt                 | 81                    | 88700 | 88338 |
| Rambervillers              | 5685                  | 88700 | 88367 |
| Romont                     | 348                   | 88700 | 88395 |
| Roville-aux-Chênes         | 391                   | 88700 | 88402 |
| Saint-Benoît-la-Chipotte   | 417                   | 88700 | 88412 |
| Sainte-Barbe               | 280                   | 88700 | 88410 |
| Saint-Genest               | 127                   | 88700 | 88416 |
| Saint-Gorgon               | 380                   | 88700 | 88417 |
| Saint-Maurice-sur-Mortagne | 177                   | 88700 | 88425 |
| Saint-Pierremont           | 159                   | 88700 | 88432 |
| Vomécourt                  | 259                   | 88700 | 88521 |
| Xaffévillers               | 150                   | 88700 | 88527 |